# Plaquette
Plaquette – bilonowa moneta bita od 1755 r. do 1793 r. w Niderlandach pod panowaniem austriackim oraz w biskupstwie Liège.